# Naturerfahrungsraum

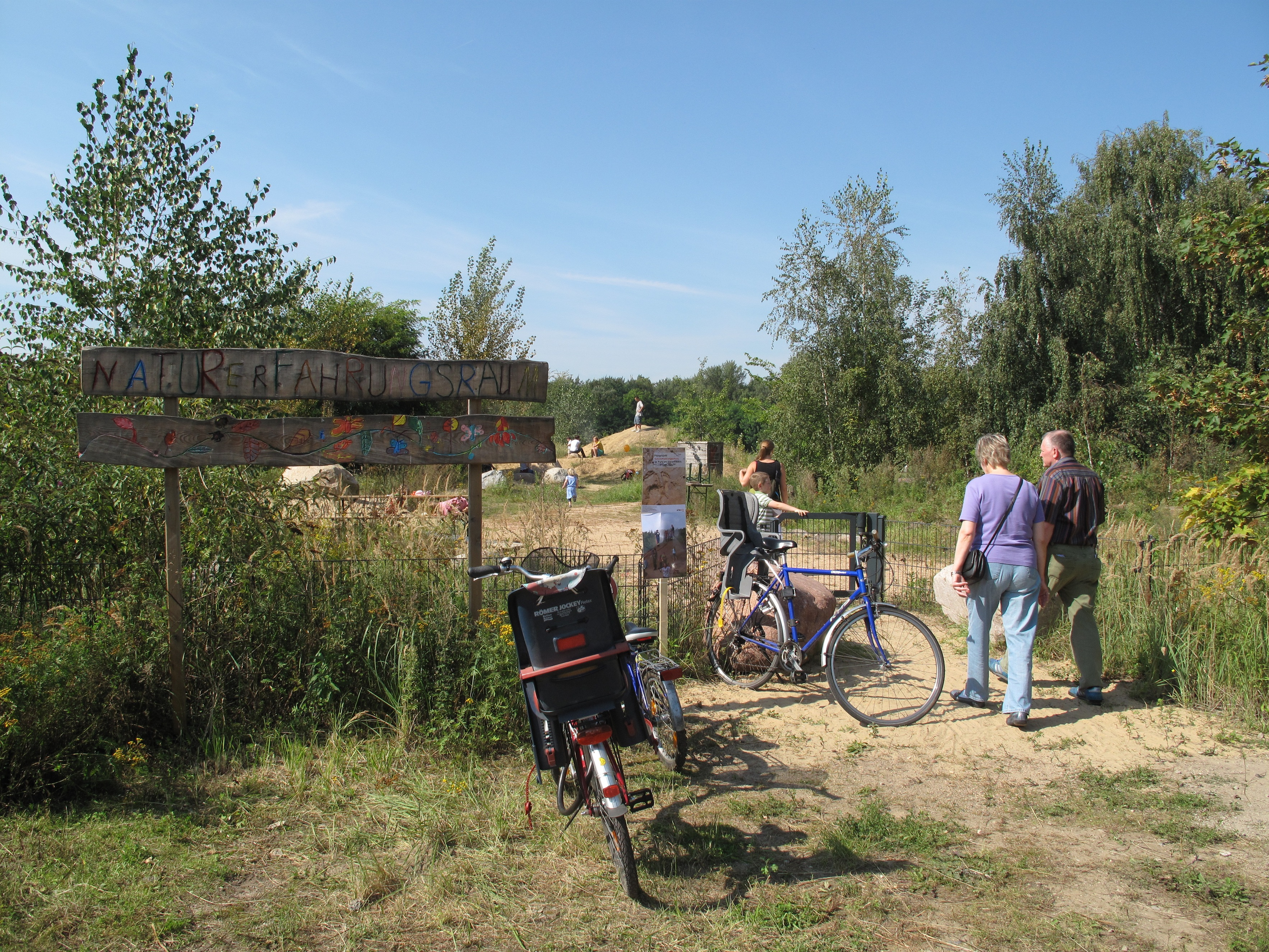
Naturerfahrungsraum im Berliner Park am Gleisdreieck

Naturerfahrungsräume (kurz NER) sind Grünflächen, auf denen sich in erster Linie Heranwachsende, aber auch Erwachsene aufhalten und eigenständig Natur erleben können. Kinder können Naturerfahrungsräume selbständig aufsuchen und haben hier Vorrang. Naturerfahrungsräume sind funktional unbestimmt, ihre Größe richtet sich nach der jeweiligen Flächenverfügbarkeit, sie sollten jedoch mindestens 10.000 m² groß sein.

## Abgrenzung
Der Begriff Naturerfahrungsraum hat in Bayern nicht dieselbe Bedeutung wie der Begriff Naturerlebnisraum (ebenfalls mit der Kurzform „NER“). Dort ist es nicht üblich, räumlich deutlich von Kindergärten und/oder Schulen getrennte außerschulische Lernorte in der Natur als Naturerlebnisräume zu bezeichnen. Weiter nördlich in Deutschland, vor allem in Schleswig-Holstein, werden die beiden Begriffe nicht streng voneinander abgegrenzt. Der Begriff Naturerlebnisraum wurde erstmals 1994 offiziell von „Ministerium für Umwelt, Natur und Forsten“ (heute „Ministerium für Landwirtschaft, Umwelt und ländliche Räume (MLUR)“ genannt) zur Bezeichnung vom Staat geschützter Naturerlebnisräume benutzt.

## Konzept
Das Konzept der städtischen Naturerfahrungsräume wurde im Rahmen eines Forschungsprojekts im Auftrag des Bundesamtes für Naturschutz entwickelt. Das Konzept geht davon aus, dass Kinder in der Stadt in ihrer Entwicklung gefördert werden, wenn sie in naturnahen Räumen spielen. Ergebnisse der Kindheitsforschung bestätigen den Befund: Der unmittelbare Kontakt mit der Natur, der im spontanen und unbeaufsichtigten Spiel der Kinder, dem Draußenspiel, zum Ausdruck kommt, erfüllt wichtige emotionale, aber auch kognitive Bedürfnisse heranwachsender Menschen:
- Kinder wollen einen Spielraum, dessen Charakter nicht von technischer Monotonie, sondern von natürlicher Vielfalt bestimmt wird.
- Kinder wollen im Spiel ihre Phantasie ausleben – in Freiräumen, die ihren Entdeckungsdrang anregen.
- Kinder wollen den Raum spielerisch mit eigenen Händen (um-)gestalten können.
- Kinder suchen unvorhergesehene Erlebnisse in Räumen, in denen sie nach ihren eigenen Vorstellungen spielen können – ohne Verbote und ohne pädagogische Anleitung.
- Kinder mögen Risiken, an denen sie ihre Möglichkeiten und Grenzen austesten und ihre Fertigkeiten weiterentwickeln können. Sie lieben Herausforderungen, an denen sie ihre Kraft und ihr Geschick erproben können und die ihnen Erfolgserlebnisse versprechen.

Diese Ansprüche können Räume mit möglichst „wilder“, ungestalteter Naturdynamik erfüllen. Das ist jedoch nur möglich, wenn es dafür geeignete Räume gibt. Ein Städtischer Naturerfahrungsraum ist eine weitgehend naturbelassene und auch gerätefreie Grünfläche, die älteren Kindern in ihrem Wohnumfeld als Spielraum dient. Die weitgehend natürliche Entwicklung der Fläche lässt gestalterische und pflegende Eingriffe zu, um vielfältige Aktivitäten zu ermöglichen und die ökologische Vielfalt zu fördern. Bei diesen zurückhaltenden Eingriffen bleibt das natürliche Erlebnispotenzial und der „wilde Charakter“ des Raumes gewahrt.
Naturerfahrungsräume erfüllen gleichzeitig Ziele zum Wohle der Kinder und naturschutzfachliche Ziele. Letztgenannte Ziele werden erstens durch die Entwicklung und den Schutz von Lebensräumen für bedrohte Arten gefördert, die gegenüber dem Spiel der Kinder unempfindlich sind. Zweitens trägt der in der Kindheit erlebte spielerische Kontakt mit der Natur zu einer emotional verankerten Wertschätzung wildlebender Tiere und Pflanzen bei. Das motiviert im Erwachsenenalter dazu, sich für die Belange des Naturschutzes zu interessieren und einzusetzen.
Ein Naturerfahrungsraum lässt sich aus zwei Ausgangssituationen entwickeln: entweder aus Flächen mit naturferner Nutzung (Acker, Intensivgrünland, Rasen) oder aus einer naturnahen Brachfläche, die sonst überbaut oder einer anderen intensiven Nutzung zugeführt werden würde.
Sofern die Ausgangssituation zu monoton ist, um für das Spiel der Schulkinder und Jugendlichen attraktiv genug zu sein, kann auf Teilflächen mit einem einmaligen Baggereinsatz eine interessante Geländeform geschaffen oder es kann ein Wasserbereich angelegt werden. Kinder und Jugendliche können in Naturerfahrungsräumen ungestört und eigenständig die Dynamik natürlicher Prozesse erleben und in ihre Aktivitäten einbeziehen.

## Merkmale
Die folgenden Merkmale sind für ausgewiesene städtische Naturerfahrungsräume kennzeichnend:
- Nutzung: „Spielraum Natur“. Erholung hat Vorrang. Schutzgebiete nur in Ausnahmefällen geeignet.
- Charakter: Erleben von weitgehend ungestalteter Natur. Auf etwa der Hälfte der Fläche natürliche Sukzession der Pflanzenwelt, die anderen Bereiche zurückhaltend gepflegt (kein Rasen). Reichhaltig strukturierter Raum zwecks Erhöhung von Spielwert und ökologischer Vielfalt.
- Zielgruppen: ältere Kinder vorrangig (7 bis 12 Jahre alt), nachrangig auch ältere Jugendliche, Erwachsene und Kleinkinder.
- Lage: NERaum-Standort in Wohnbereiche integriert oder diesen dicht zugeordnet. Gefahrlose Erreichbarkeit durch ältere Kinder. Angrenzung von Spielräumen anderen Typs erwünscht.
- Größe: Flächenumfang mindestens 1 Hektar (= 10.000 m²), nach Möglichkeit mehr. Die Mindestgröße ist notwendig, damit die hier spielenden Kinder das Gefühl haben können, von Natur umgeben zu sein. Bei der genannten Flächengröße können naturfremde optische und akustische Störeinflüsse weitgehend abgeschwächt werden.
- Pflege und Gestaltung: zwecks Offenhaltung der Fläche zurückhaltende Pflege in Teilräumen je nach örtlichen Gegebenheiten und Besucherfrequenz. Schaffung von Geländeformen („Naturspielberg“) und – soweit möglich – Gelegenheiten zum Spielen am Wasser. Die Pflege soll nach ökologischen Gesichtspunkten erfolgen, um die Vielfalt der Lebensräume zu erhöhen. Aus Sicherheitsgründen ist hinreichende Flächenbeobachtung notwendig, um versteckte Gefahren zu vermeiden.
- Betreuung: möglichst keine pädagogische Betreuung, Kinder bleiben unter sich. Ausnahmen: Spielaktionen zum Kennenlernen und Abbau von Schwellenängsten bei der Begegnung mit „wilder“ Natur.
- Keine Reglementierung: keine Verbote oder Gebote. Nur Einhaltung von Sicherheitsstandards, etwa hinsichtlich Feuer. Ansonsten sind alle Spiel- und Sportaktivitäten außer Motorsport erlaubt.
- Planerische Sicherung: Im Rahmen der Bauleitplanung sind Naturerfahrungsräume als „Grünflächen mit besonderer Zweckbestimmung“ verbindlich auszuweisen, um sie vor konkurrierenden Flächenansprüchen zu schützen. Sicherung ausreichend großer Flächen in Wohnungsnähe, die als NERäume geeignet sind. Überführung informeller in formelle NERräume.

Von Naturerfahrungsräumen klar zu unterscheiden sind:
- Spielplätze mit Geräten aus Holz, mit großen Gesteinsbrocken und Baumstämmen und anderen Naturelementen. Sie vermitteln nicht das Erleben von Natur als komplexes Gefüge.
- Abenteuerspielplätze/ „Aktivspielplätze“. In ihnen dominieren technische Spielelemente und sie erfordern eine Aufsicht durch Erwachsene.
- „Natur- und Wasserspielbereiche“ als Teil von größeren Spielplätzen. Diese Bereiche sind kleinräumig und technisch geprägt.

## Erprobung des Konzepts in der Praxis
Eine interdisziplinäre Untersuchung von sowohl informellen als auch formell ausgewiesenen Naturerfahrungsräumen in Stuttgart, Karlsruhe, Freiburg und Nürtingen hat die Praxistauglichkeit des Konzepts nachgewiesen. In dieser Studie wurde unter anderem herausgefunden, wie sich der spielerische Aufenthalt in der Natur auf Kinder auswirken kann:
- Förderung einer gesunden Entwicklung: Freizeitbeschäftigungen in der Wohnung mit Fernsehen und Computerspielen führen zu Bewegungsmangel, was der Gesundheit abträglich ist. Naturerfahrungsräume motivieren mehr als konventionelle Spielplätze ältere Kinder dazu, sich im Freien zu bewegen.
- Stärkung der Eigenverantwortung und sozialen Kompetenz: Das natürliche Angebot der Naturerfahrungsräume regt Kinder zu Rollenspielen uns sonstigen gemeinschaftlichen Formen des Naturerlebens an. Kinder, die im Spiel selbst entscheiden, welche der natürlichen Erlebnis- und Aktivitätsangebote sie auf welche Weise nutzen wollen, begegnen Herausforderungen, deren Bewältigung ihre Selbständigkeit und Eigenverantwortung fördern.
- Förderung der Kreativität: Der natürliche Spielraum ist durch die Kinder gestaltbar. Der spielerische Umgang mit Naturmaterialien, die funktional nicht festgelegt sind, mit lebenden Tieren und Pflanzen sowie mit Wasser und Boden regt die Fantasie an. Entdeckungsfreude und Erfindungsreichtum werden in der Natur geweckt. Das stärkt die Selbstwirksamkeit und entfaltet die Kreativität der Kinder.
- Erhöhung der Risikokompetenz[11]: Die im Vergleich zu Geräten und gestalteten Spielplätzen überraschenden und weniger berechenbaren Bestandteile und Prozesse in Naturerfahrungsräumen stärken die Achtsamkeit der Kinder und ihre Fähigkeit zur Selbsteinschätzung. Durch den spielerischen Umgang mit unsicheren Situationen (z. B. beim Klettern auf Bäume) erhöht sich die Kompetenz der Kinder, mit altersgemäßen Risiken gefahrlos umzugehen.

In Berlin wurden im Rahmen eines 2015 bis 2018 durchgeführten Entwicklungs- und Erprobungsvorhabens drei NERaum-Pilotflächen geschaffen und untersucht – auch mit dem Ziel, „das Konzept der städtischen Naturerfahrungsräume bekannter zu machen und dazu beizutragen, sie zur Normalität in unseren Städten werden zu lassen.“ Unter der Projektleitung der Stiftung Naturschutz Berlin kümmern sich die Vereine Spielkultur Berlin-Buch e.V., Staakkato Kinder und Jugend e.V. und das Infrastrukturelle Netzwerk Umweltschutz um die Naturerfahrungsräume. Sie setzen vor Ort Erzieher als Ansprechpartner ein, die die Flächen betreuen, Kinder- und Jugendeinrichtungen informieren, Schnupperangebote machen und Aufklärungsarbeit leisten. In dem von der Hochschule für Nachhaltige Entwicklung Eberswalde wissenschaftlich betreuten Projekt geht es darum, anhand der Pilotflächen Erkenntnisse zu Nutzergruppen, Nutzerverhalten, Anregungs- und Einwirkungsmöglichkeiten, zu notwendigem Betreuungs- und Kontrollbedarf sowie zur Pflege- und Entwicklung der Flächen zu gewinnen. Die Stiftung Naturschutz Berlin hat einen Film ins Netz gestellt, der über städtische Naturerfahrungsräume aufklärt. Eine von der Stiftung konzipierte Ausstellung über Naturerfahrungsräume kann dort kostenlos ausgeliehen werden.

## Arbeitskreis Städtische Naturerfahrungsräume
Der bundesweite Arbeitskreis Städtische Naturerfahrungsräume gründete sich im Jahr 2000 in den Räumen des Deutschen Städtetags in Köln mit dem Ziel, die Idee und das Konzept der städtischen Naturerfahrungsräume verstärkt in die kommunale Praxis einzuführen: durch Bekanntmachen der Flächenkategorie und Informationen über ihre Qualitäten, durch politische Überzeugungsarbeit zur Verankerung dieser Kategorie in Planungsgesetzen, z. B. im Bundesnaturschutzgesetz und im Baugesetzbuch, und durch die Mitwirkung an lokalen Aktionen zur Schaffung zusätzlicher NERäume. Die Mitglieder des Arbeitskreises – vom Vorstand berufen – kommen aus Stadtverwaltungen, staatlichen Planungsämtern, Hochschulinstituten, Bürgerinitiativen, Stiftungen und aus Verbänden des Naturschutzes sowie der Kinder- und Jugendarbeit.
Auf Initiative des Arbeitskreises wurde im Jahr 2005 in München ein bundesweiter Kongress zum Thema „Kinder und Natur in der Stadt“ durchgeführt. Der Kongress hatte die Herausgabe eines Handbuches für Politiker, Planer, Eltern und Agenda-21-Gruppen zur Folge. Anhand von Referaten und Beispielen sind in dieser Broschüre die erforderlichen Informationen zu Theorie und Praxis von Naturerfahrungsräumen zusammenfassend dargestellt.
Am 23. Februar 2018 wurde auf einer interdisziplinären Fachtagung in Berlin eine „Resolution für die Schaffung von Naturerfahrungsräumen in der Stadt“ verabschiedet. Darin werden die Kommunen aufgefordert, NERäume mehr als bisher zu festen Bestandteilen des öffentlichen Raumes zu machen.

## Gesetzliche Regelung
Laut Bundesnaturschutzgesetz (BNatSchG in der am 1. März 2010 in Kraft getretenen Fassung) gehören Naturerfahrungsräume in Deutschland zu den Freiräumen im besiedelten und siedlungsnahen Bereich die „zu erhalten und dort, wo sie nicht in ausreichendem Maße vorhanden sind, neu zu schaffen“ sind (§ 1, Abs. 6). Seit 2021 werden Naturerfahrungsräume auch im Baugesetzbuch (BauGB § 9, Abs. 1 Nr. 15) erwähnt.